# Wilhelma
Il Wilhelma è un orto botanico, giardino zoologico e parco faunistico istituito nel comune di Stoccarda in Germania, fondato nel 1919 come giardino botanico e, nel 1951 inaugurato come giardino zoologico, il parco copre un'area di 280.000 metri quadrati.

## Galleria d'immagini

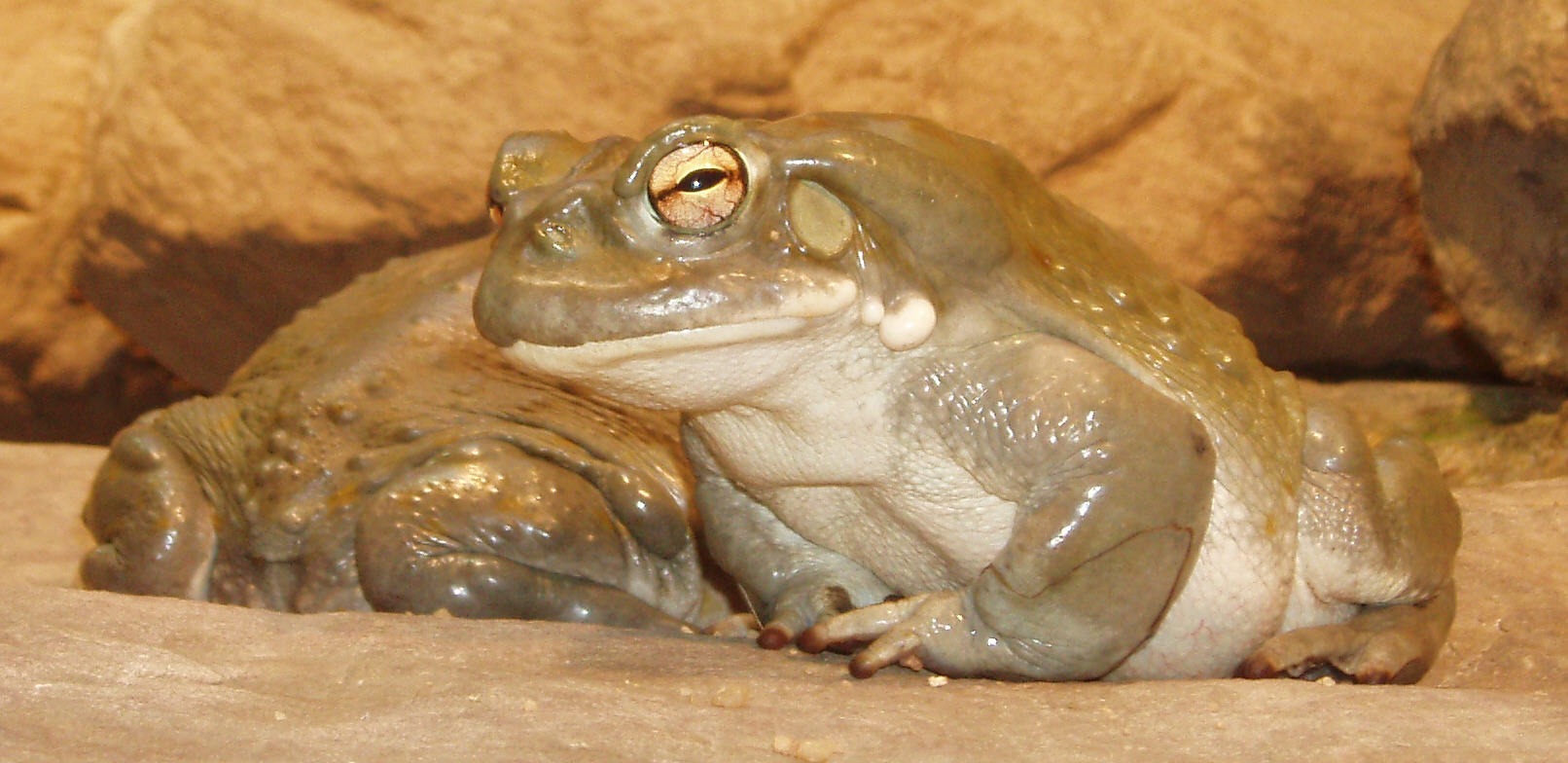
Incilius alvarius
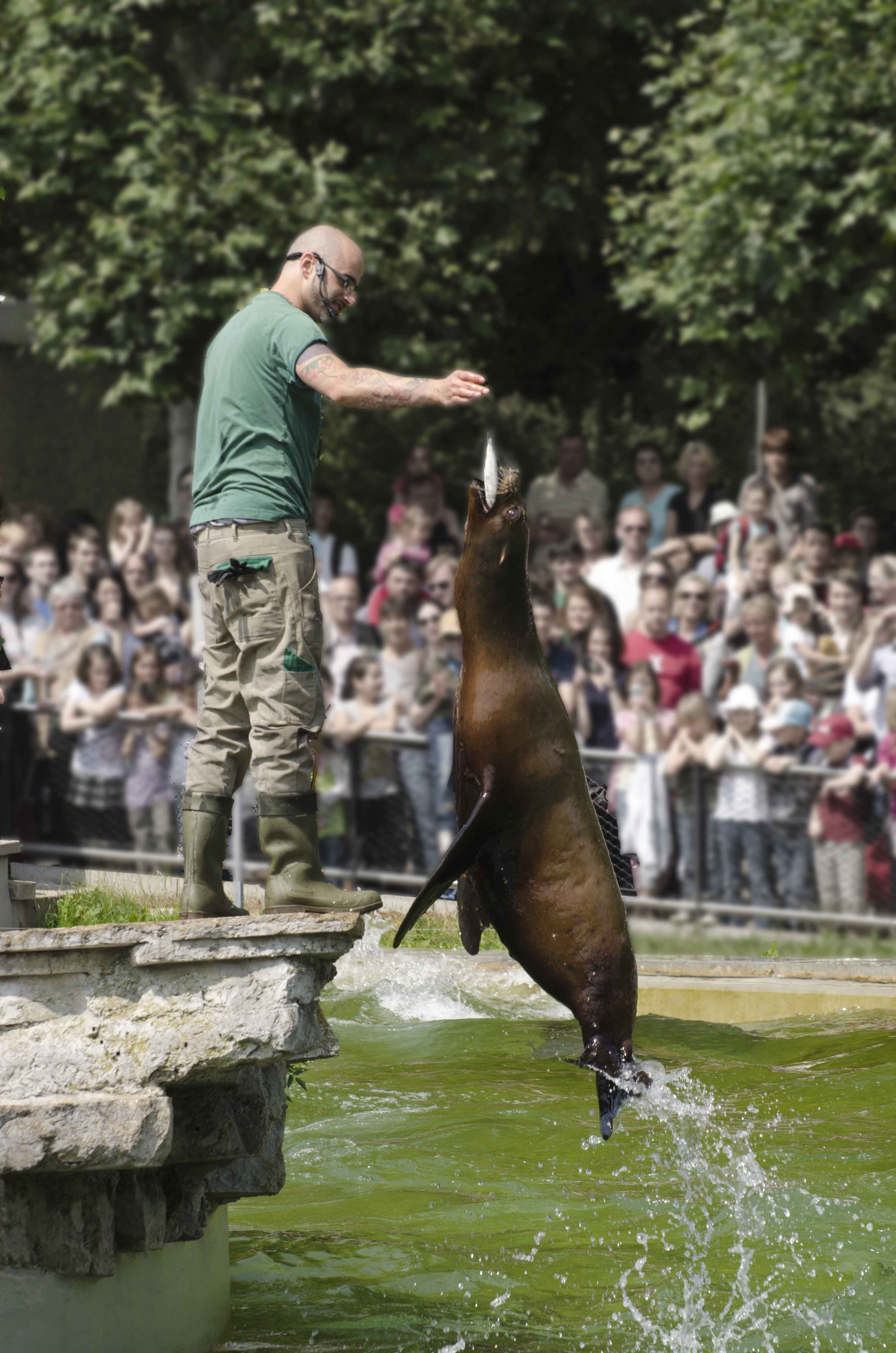
Otaria della California
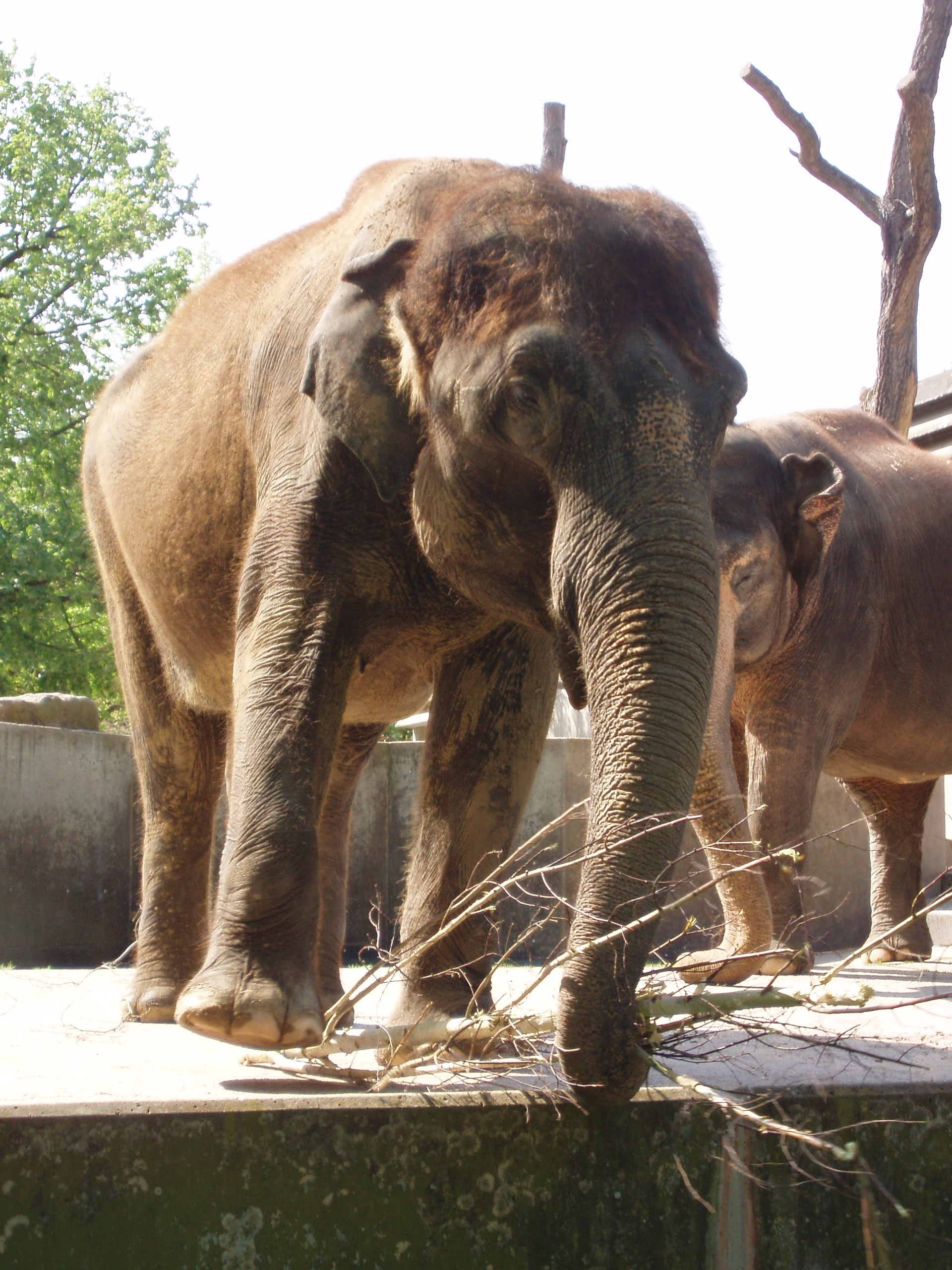
Elefante asiatico
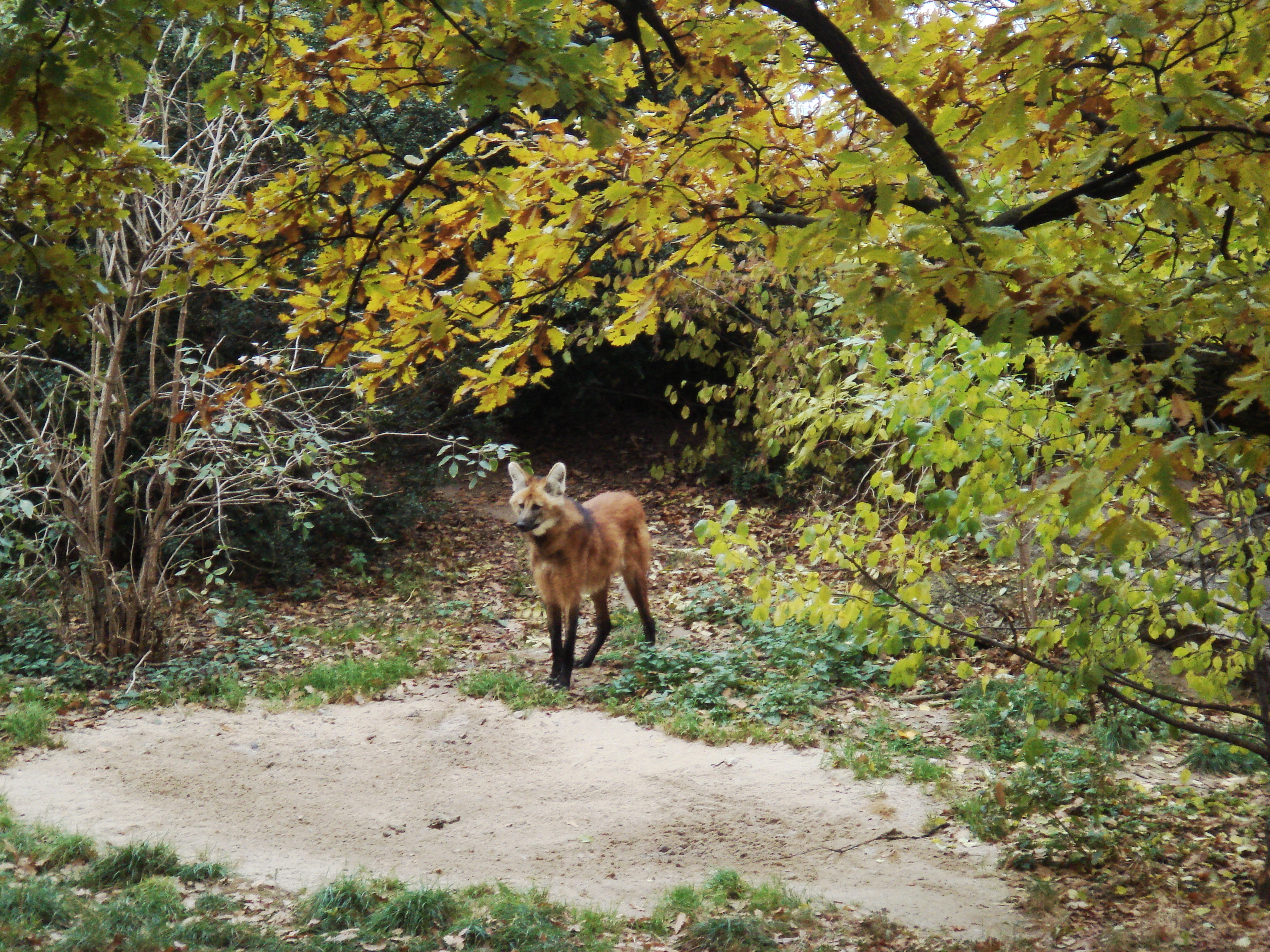
Crisocione